# Карберри, Тобин
Тобин Карберри (англ. Tobin Carberry; род. 29 апреля 1991, Хамден, штат Коннектикут, США) — американский профессиональный баскетболист, играющий на позиции разыгрывающего защитника.

## Карьера
Окончив университет Лонг-Айленда в 2015 году, Карберри начал профессиональную карьеру в Исландии, где провёл 2 сезона.
В сезоне 2017/2018 Карберри выступал за «Вилпас Викингс», с которым стал серебряным медали призёром чемпионата Финляндии.
В сезоне 2018/2019 в составе датского клуба «Баккен Беарз» Карберри дошёл до 1/4 финала Кубка Европы ФИБА с показателями 14,4 очка, 4,9 подбора, 4,4 передачи и 1,2 перехвата. В чемпионате Дании Тобин стал победителем турнира и был признан «Самым ценным игроком» финала со статистикой 14,8 очка, 4,5 подбора, 4,3 передачи и 1,2 перехвата.
В июле 2019 года Карберри перешёл в «Автодор». В конце августа на тренировке Тобин получил серьёзную травму. По итогам медицинского обследования у Тобина был диагностирован частичный разрыв мышц передней поверхности правого бедра. Восстановление заняло около 4 месяцев.
23 декабря в матче Единой лиги ВТБ против «Зенита» (66:109) Карберри дебютировал в составе «Автодора», отметившись 4 очками, 1 подбором и 1 перехватом.
В общей сложности Тобин провёл в Единой лиге ВТБ 3 игры, где его средняя статистика составила 1,3 очка, 1,7 передачи, 0,7 подбора и 0,7 перехвата. В январе 2020 года саратовский клуб и Карберри приняли решение о прекращении действия контракта по обоюдному согласию сторон.
Свою карьеру Карберри продолжил в Финляндии, вернувшись в «Вилпас Викингс».

## Достижения
- Чемпион Дании: 2018/2019
- Серебряный призёр чемпионата Финляндии: 2017/2018
- Обладатель Суперкубка Исландии: 2017